# La foca evasa
La foca evasa (Little Runaway) è un film del 1952 diretto da William Hanna e Joseph Barbera. Il film è il sessantottesimo cortometraggio della serie Tom & Jerry, distribuito il 14 giugno del 1952 dalla Metro-Goldwyn-Mayer.

## Trama
Durante la notte una foca scappa dal circo. Il mattino dopo Jerry esce di casa per farsi un bagno in un laghetto, dove incontra la foca che gli chiede aiuto. Jerry accetta e la foca gli chiede di portargli un pesce. Il topo decide di rubarlo a Tom, che tuttavia se ne accorge e comincia a inseguirlo, finché il pesce viene mangiato dalla foca. Jerry si mette a ridere, così Tom lo insegue e lo cattura, ma la foca difende il topo. Poco dopo alla radio viene comunicato che chiunque riporterà la foca al circo riceverà una ricompensa di 10 000 dollari.
Tom allora cerca in tutti i modi di catturare la foca, ma ogni volta fallisce, anche a causa di Jerry. Alla fine Tom si traveste da foca usando una camera d'aria e, dopo aver messo fuori gioco Jerry, cerca di attirare la foca fuori in strada per catturarla, ma non si accorge che dietro di lui c'è un lavoratore del circo, che subito lo cattura e lo porta al circo. Al circo Tom è costretto a suonare le trombe al posto della foca; dopo aver finito, Tom riceve gli applausi dal pubblico e anche un pesce direttamente in bocca.

## Edizione italiana
Nel doppiaggio originale la foca parla in verso animalesco con i sottotitoli in inglese, mentre nell'edizione italiana è stata doppiata in oversound da Gino Pagnani.